# Привлечение горожан к сельскохозяйственным работам

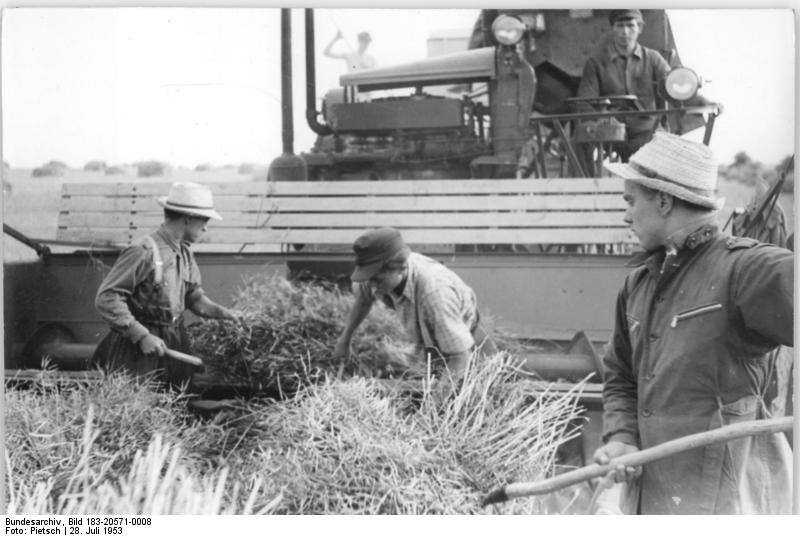
Студенты сельскохозяйственной школы Людвигслюста (окург Шверин, ныне Мекленбург-Передняя Померания) загружают рапс в комбайн во время семестровых каникул, помощь народному имению Фордер-Больхаген, ГДР, 1953 г.

Привлечение к сельскохозяйственным работам граждан, занятых в других сферах экономики — организованное добровольно-принудительное привлечение граждан из других сфер народного хозяйства к сезонным сельскохозяйственным работам в СССР, ряде постсоветских государств, а также в некоторых других странах, например, в Третьем рейхе, некоторых социалистических странах. К таким работам привлекались главным образом студенты, школьники, работники государственных учреждений, военнослужащие, причём разглашать факт привлечения последних (а также заключённых) к работам было запрещено как секретные сведения. Как правило, у привлечённых на сельскохозяйственные работы сохранялась их зарплата или стипендия на основном месте работы или учёбы, и могло выплачиваться небольшое денежное вознаграждение за труды на полях. Чаще всего граждане привлекались на уборку урожая, хотя могли быть задействованы и на других работах: например, прополка сельскохозяйственных угодий или сортировка урожая.
В Советском Союзе для подобной практики сложилось обиходное название «поездка на картошку». Зачастую, даже если происходил сбор не картофеля, а других культур (свёклы, моркови, капусты), осенние сельскохозяйственные работы всё равно назывались «картошкой».

## Экономические причины
Привлечение к сельскохозяйственным работам граждан, занятых в других сферах экономики, как явление имело и имеет веские экономические причины, заключающиеся в том, что процесс уборки урожая многих сельскохозяйственных культур отнимает львиную долю трудозатрат (до 75 % годового объёма и более), которые при этом должны быть произведены в весьма ограниченный период времени. Это сделать практически невозможно без привлечения дешёвой неквалифицированной сезонной рабочей силы со стороны, либо без полной механизации сельскохозяйственных процессов.
Экономическая целесообразность привлечения граждан из других сфер экономики к уборке урожая остаётся дискуссионной. Главным фактором является мотивация работников; в случае низкой мотивированности экономическая эффективность принудительного привлечения рабочей силы крайне невысока, а зачастую и отрицательна.

## Третий рейх
Из-за нехватки рабочих рук и в рамках борьбы с безработицей, практически сразу после прихода Гитлера к власти, в феврале 1933 года для юношей возрастом от 16 до 21 года была введена единовременная добровольная шестимесячная трудовая повинность, которая с апреля 1934 года стала обязательной. В большинстве случаев молодые люди направлялись на сельскохозяйственный работы, которые назывались «помощь селу» (нем. Landhilfe). С 1937 года к сельскохозяйственным работам стали привлекаться также военнослужащие армии, штурмовых отрядов, других структур. С началом Второй мировой войны к трудовой повинности начали привлекать и девушек. Для организации системы трудовой повинности в 1933 году была создана Имперская служба труда. Кроме помощи сельскому хозяйству, привлечение молодёжи к сельскохозяйственным работам имели также и функцию военно-патриотического и национал-социалистического воспитания.

## СССР

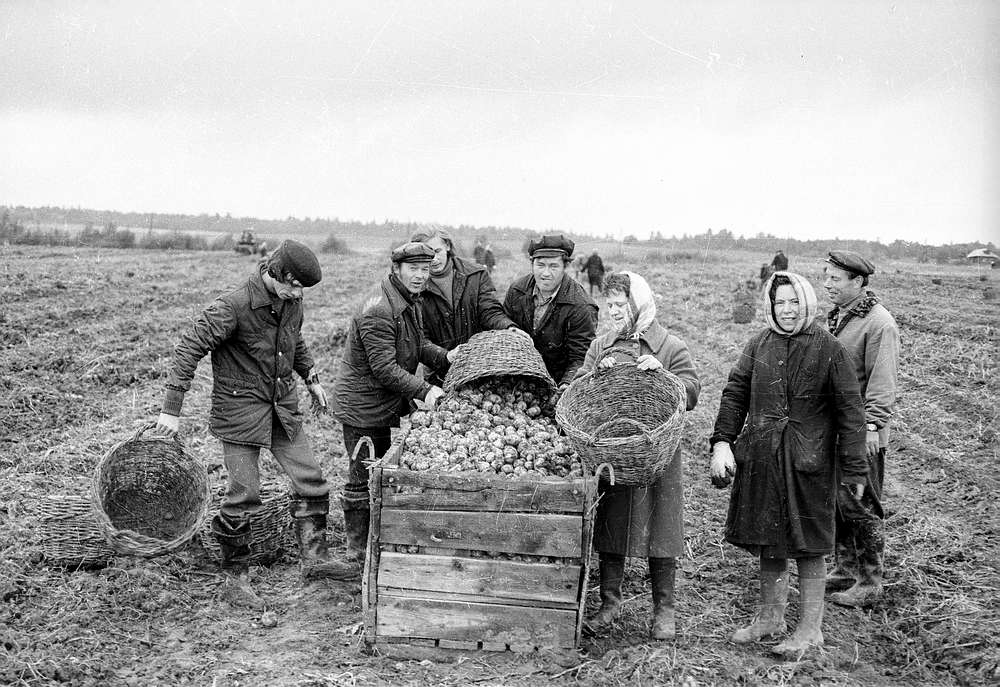
Переславские промышленные работники мебельного цеха объединения «Красный Октябрь» (Ярославль) на уборке картофеля в колхозе в селе Глебовское (Ярославская область, РСФСР), 1978 год.

На территории СССР привлечение к сельскохозяйственным работам занятых в других сферах деятельности имеет многовековые традиции. Так например, ещё в 1765 году подобные методы ведения хозяйства привели к забастовке на Бахмутском соляном заводе.
В Советском Союзе на селе, как правило, не хватало исправной техники, которая могла бы механизировать процесс сбора урожая картофеля (в частности, картофеле- и свёклоуборочных комбайнов), с конца 1960-х годов стал сказываться и дефицит работников (а сбор урожая вручную требует много людей), которые, к тому же, не были экономически заинтересованы в «битве за урожай», поскольку до самого конца плановой системы в СССР цены на сельскохозяйственную продукцию оставались низкими (главным образом, по политическим мотивам на основании предыдущего негативного опыта). С другой стороны, привлечённые к уборке урожая горожане из-за низкой оплаты также не были заинтересованы в качестве своей работы, не имели нужных навыков. Всё это приводило к тому, что во время уборки пропадало до 80 % картофеля.
Планирование сельхозработ производилось соответствующими партийными, советскими и профсоюзными органами. Если работники госучреждения или студенты из года в год отправлялись «на картошку» в одно и то же место, то соответствующие колхозы и совхозы назывались подшефными.
В южных регионах СССР (Закавказье, Молдавия) широко практиковались выезды на сбор урожая винограда и фруктов, а в Средней Азии школьники месяцами занимались уборкой хлопка, что серьёзным образом мешало их учёбе и часто вредило здоровью (кожные, лёгочные и пр. заболевания).
По многочисленным отзывам людей, задействованных в этом, сбор хлопка в Узбекистане намного превышал по степени принуждения аналогичные работы в РСФСР. Так, например, российский школьник посылался в «летний лагерь труда и отдыха» примерно на 20 дней, узбекский же — зачастую на всю осень.
Выезды «на картошку» в России сошли на нет в первой половине 1990-х годов в связи с отменой системы принуждения и общей деградацией «колхозного» сельского хозяйства. Однако они до сих пор активно практикуются в Беларуси. По словам председателя горисполкома (мэра) Минска Николая Ладутько, «[школьники] ручками своими соберут, привезут и будут потреблять», имея в виду необходимость обеспечения учебных заведений продуктами питания. На уборку овощей отправляются и студенты в период занятий — например, в сентябре 2011 года на уборку овощей был отправлен весь третий курс Витебской государственной академии ветеринарной медицины.

## Разновидности

### Лагеря труда и отдыха для старших школьников
«Лагеря труда и отдыха» для старших школьников. Работали на поле по 6 часов, обычно 3 часа до обеда и 3 после[уточнить], срок пребывания — около 20 дней.
По бытовым условиям речь шла о пионерском лагере — раздельнополые щитовые казармы «на отряд», общий умывальник, душевая, щитовой туалет с выгребной ямой, столовая с едой обычно невкусной, но съедобной и здоровой, отравления случались нечасто. Были спортплощадка или несколько таковых и танцы. Аудиоаппаратура, место и время для танцев выделялись в официальном порядке, выбор музыки — на личное усмотрение диджея — вопреки расхожему мнению в 80-е годы не было никаких репрессий за «идеологически вредную» музыку, по крайней мере за англоязычную, которая преобладала на танцах. За порядком следили учителя из тех же школ, где учились дети (таким образом, пребывать там были обязаны и учителя). Количество учителей — один на казарму, причём пол учителя был не важен. Они же следили за порядком непосредственно во время полевых работ.
Отношение школьников к работам разнилось от негативистского до идейно-патриотического, хотя преобладало отношение к этому как к интересной и поднимающей настроение спортивной зарядке. Молодёжно-коллективная среда при этом нравилась большинству школьников, даже тем, кто манкировал непосредственно самой работой. Работы оплачивались, и вёлся учёт производительности каждого. Максимальная оплата хорошему работнику в конце 1980-х годов была около 20 рублей за весь сезон (средняя по стране зарплата взрослого была 206), слабым работникам доставалось рубля по 3-5. С точки зрения учителей и педсоветов (при необходимости их собирали прямо в лагере) плохая работа, как правило, не была наказуемым деянием, по сравнению с прямым неповиновением, драками, самовольными отлучками из лагеря, негативистской пропагандой среди ровесников, алкогольными эксцессами и так далее. Случались и массовые драки школьников из лагеря с группами местной сельской молодёжи, обычно вне лагеря на заранее оговорённом месте, из числа школьников участвовали обычно только заядлые драчуны.
Отказаться от поездки было почти невозможно (разве что по серьёзным медицинским показаниям). Некоторым удавалось это сделать, но они были обязаны являться летом в школу на «практику» — прополку травы на газонах вокруг школы, перетаскивание школьной мебели и т. д.

### Студенческая «картошка»

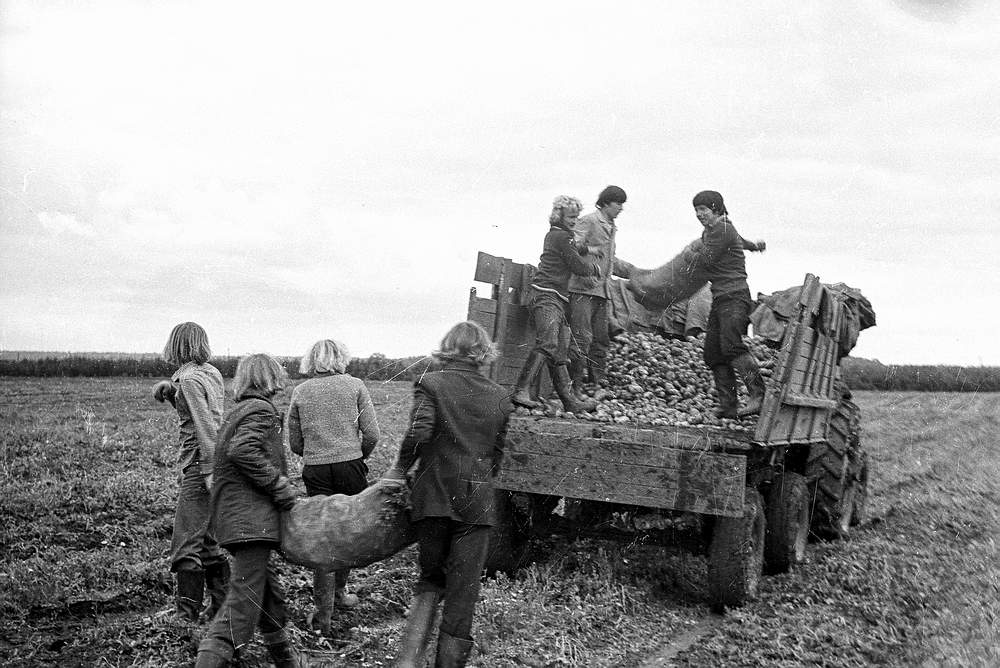
Студенты переславского ГПТУ грузят картофель на движимый трактором автоприцеп, помогая труженикам села; деревня Кичибухино (Ярославская область, РСФСР), 1979 год

Здесь к работам привлекались студенты, сами они проводились осенью, срок пребывания составлял 30 дней. В остальном от аналогичной практики с привлечением старшеклассников отличий практически не было. Задачей обычно была уборка урожая, а не прополка.
Отличалось степенью контроля дисциплины. Студенты — совершеннолетние, потому принятые для детей меры управления к ним не применялись (например, педсоветы). Однако за объёмами работы следили чуть более жёстко, а нарушения вроде пьянок могли повлечь за собой отчисление из лагеря (с последующими неприятностями в деканате).
В качестве надзирателей обычно применялись аспиранты (ибо рабочая сила, как правило, была из младшекурсников, во многих вузах старшие курсы «на картошку» не отправлялись), особенно аспиранты, желающие сделать карьеру по комсомольской линии.
Ни для школьников, ни для студентов не было установлено никаких официальных наказаний за «неявку» и за плохое поведение, управление осуществлялось через риск «создания неприятностей» того или иного рода («будешь на плохом счету у начальства», «отчислим из ВУЗа»), что почти не работало, если, во-первых, речь шла о хорошо успевающем ученике/студенте и, во-вторых, ученик/студент был из более или менее высокопоставленной семьи из состава номенклатуры.
В значительной степени работоспособность и общественный порядок в лагере держался только на присутствующих у многих морально-этических нормах, но не на принуждении как таковом.

#### Студенческие сельскохозяйственные отряды
Коллектив студентов, направляемый на «картошку», формально считался «Студенческим сельскохозяйственным отрядом» — разновидностью стройотрядов и подчинялся Уставу ВССО, однако на деле стройотряды и сельхозотряды имели между собой не так уж и много общего (хотя в некоторых направляемых на «картошку» сельхозотрядах практиковалась выдача нашивок «ССХО» и соответствующих шевронов на стройотрядовские куртки).
Стройотряд обычно подразумевал командировку в малообжитые регионы страны, требовал действительно серьёзной работы и хорошо оплачивался (от нескольких сотен до тысяч рублей). Стройотряд был строго доброволен (что было во многом связано с тем, что его бригадиру не были нужны плохие работники).
«Картошка» же оплачивалась мало, географически находилась обычно не более чем в 100 км от школы/института, была неофициально обязательной для всех, но при этом требования к выполняемой работе были крайне низки (при такой системе они и не могли быть высокими).
В то же время уровень организации работ, оплаты и бытовых условий сильно зависел от принимающей стороны (конкретного совхоза или колхоза), и мог разительно отличаться даже в пределах одного района. Бывали случаи, когда заработная плата не только не выплачивалась, но и вследствие бухгалтерских махинаций принимающей стороны отряд уезжал даже с долгом; в то же время в расположенном неподалёку хозяйстве руководство принимающей стороны налаживало здоровые партнёрские отношения с отрядом, и заработная плата за месяц достигала 100—150 рублей, не считая полноценного бесплатного питания.

## Организация работ
Поездка на картошку могла быть краткосрочной (на один из выходных), либо более длительной (несколько недель). В последнем случае горожанам предоставлялось временное жильё (например, в корпусах пионерского лагеря). Работников кормили завтраком, обедом и ужином либо в сельских столовых, либо в столовых пионерского лагеря — в таком случае пища либо готовилась на месте, либо привозилась из сельской столовой.
Официально иногда объявлялась 70-часовая рабочая неделя (10×7), иногда воскресенье объявлялось полувыходным днём, но фактически работы завершались по любому более или менее убедительному поводу для их прекращения: например, при поломке техники, отсутствию мешков для сбора урожая, невозможности передвигаться по раскисшему грунту и т. д.
Каждому работнику выделялся участок поля, например, участок гряды, помеченный флажками. Часто работали парами, так как таким образом было удобно наполнять мешки собранными культурами.
Для наблюдения за порядком, как правило, выделялся специальный человек из парткома или профкома, или комсомольский деятель.
По вечерам работники отдыхали. Иногда показывали кинофильмы, иногда устраивались дискотеки, нередко проводились «капустники» и конкурсы в формате КВН, но чаще всего отдых происходил неформально, с пением под гитару самодеятельной, а начиная с 1980-х — и рок-песни.

## Отображение в культуре
- Привлечение детей к сельхозработам предлагается Томасом Мором в его «Утопии» (начало XVI века).
- Привлечению студентов к сельхозработам посвящён фильм «Сентиментальное путешествие на картошку» (1986, в гл. роли — Филипп Янковский), действие происходит на студенческой уборке картошки.
- Действие чехословацкого фильма-мюзикла «Старики на уборке хмеля» (1964) разворачивается во время мероприятия, аналогичного поездке на картошку, а именно во время сбора хмеля старшеклассниками.
- В песне Владимира Высоцкого «Товарищи учёные» (1972) сатирически изображается привлечение научных сотрудников Академии наук к уборке картошки.[10]
- Ряд ключевых эпизодов фильма Михаила Сегала «Кино про Алексеева» (2014) разворачивается на картошке.
- 8 серия первого сезона ситкома «Восьмидесятые» посвящена студенческой поездке на картошку.